# Denis Villeneuve
Denis Villeneuve (n. 3 octombrie 1967, Bécancour⁠(d), provincia Québec, Canada) este un regizor, producător și scenarist de film canadian. A primit de patru ori premiul Canadian Screen Award (fost Genie Award) pentru cea mai bună regie, pentru filmul Maelström în 2001, Polytechnique în 2009, Incendii în 2011 și Enemy în 2013. Primele trei dintre aceste filme au câștigat, de asemenea, premiul Canadian Screen pentru cel mai bun film, iar ultimul a primit premiul pentru cel mai bun film canadian al anului de către Toronto Film Critics Association.
La nivel internațional, este cunoscut pentru regia mai multor filme apreciate de critici, cum ar fi filmele de thriller Prizonieri (2013) și Sicario (2015), precum și filmele SF Primul Contact (2016) și Blade Runner 2049 (2017). Pentru filmul Primul Contact, a primit o nominalizare la Oscar pentru cel mai bun regizor. În decembrie 2019, Hollywood Critics Association i-a decernat premiul Realizatorul deceniului.
Următorul său film este al treilea film SF, Dune (2020), bazat pe romanul cu același nume al lui Frank Herbert.